# Van Donge & De Roo Stadion
Van Donge & De Roo Stadion (do 2017 Stadion Woudestein) – stadion piłkarski, położony w mieście Rotterdam, Holandia. Oddany został do użytku w 1939 roku. Od tego czasu swoje mecze na tym obiekcie rozgrywa zespół SBV Excelsior, grający obecnie w Eerste divisie. Po przebudowie obiektu w latach 1997–2000, jego pojemność wynosiła 3500 miejsc, a po awansie tutejszego klubu do Eredivisie w 2016 stadion powiększono do 4400 miejsc.